# هنري دبليو. هارينجتون
هنري دبليو. هارينجتون (بالإنجليزية: Henry W. Harrington)‏ هو محامي وسياسي أمريكي، ولد في 12 سبتمبر 1825 في كوبرستاون في الولايات المتحدة، وتوفي في 20 مارس 1882 في إنديانابوليس في الولايات المتحدة. حزبياً، نشط في الحزب الديمقراطي. وقد انتخب عضو مجلس النواب الأمريكي.